# 小池由朗
小池 由朗（こいけ よしろう、1977年7月26日 - ）またはYU=RO（ゆーろ）は、日本のソングライター。山口県出身。インディーズ音楽ユニット「the music Laboratory cube」ではリーダーを務めた。

## 来歴・人物
東京都立井草高等学校一年生の時に洋楽のコピーバンドでベースを担当したことを契機に音楽活動を開始。
目白大学二年生になった頃からオリジナルの楽曲、友人の自主制作映画の音楽を担当。
卒業までにCD-Rを使った自主制作CDアルバムを3枚制作。「RS-Music Entertainment」というレーベルクレジットはこの時が初出。
大学卒業後、東証一部上場のIT企業に就職する傍ら「the music Laboratory cube」を結成。
2002年にはFLASHアニメーションクリエイターの森野あるじの作品YUKINOに自身作詞作曲の楽曲「snow dAnce」を提供。同曲を収録したアルバムはインディーズ音楽サイトmuzieの通販で2,000枚を完売。その後もthe music Laboratory cubeにおいて作詞を中心に数々の楽曲を制作。
2007年に発売されたニンテンドーDS用ゲームソフトApathy～鳴神学園都市伝説探偵局～の主題歌「symmetric blue」の作詞を担当し、作詞家デビュー。
2008年にavex Rhythm REPUBLICからデビューした「miray × hottie cat」のファーストminiアルバムsummer for Lifeのリード曲「激情」の作詞以降、作詞家活動を本格的に開始。
2010年に会社を退職。現在は作詞家として活動中。

## 備考
- 目白大学の一学年後輩に猫ひろしがいるが、二人に面識は無い。

## 作品

### CD
※太字はユニット名、または作品名
the music Laboratory cube
st single 「the music Laboratory cube」
- 1st ALBUM 「Lost Garden」
- 2nd ALBUM 「low of sensivility」
- 3rd ALBUM 「sincerely」
- 1st Maxi-single 「cube3 vol.1 -snow dAnce-」

miray × hottie cat
- 1st mini ALBUM「summer for Life」収録曲「激情」 作詞：小池由朗/作曲：佐々木潤

園崎未恵
- 1st Full ALBUM「NIGHT NOISE NOTE」収録曲「symmetric blue」 作詞：小池由朗/作曲：岩野道拓

### ゲーム主題歌
Apathy〜鳴神学園都市伝説探偵局〜（ニンテンドーDS）
- 「symmetric blue」作詞：小池由朗/作曲：岩野道拓

### アニメ主題歌
YUKINO（webアニメーション 森野あるじ）
- 「snow dAnce」作詞・作曲：小池由朗